# Tauber Zoltán
Tauber Zoltán (Felsősegesd, 1934. július 20. – 2020. október 1. vagy előtte) Magyarország első paralimpiai bajnoka, világbajnok, kétszeres Európa-bajnoki ezüstérmes, sokszoros magyar bajnok asztaliteniszező.

## Életpályája
Édesanyja cseléd volt Somogyban, édesapját nem ismerte. Kópházán a nagyszüleinél nevelkedett 11 éves koráig. 1945-ben, 11 évesen háborús lövedékeket szedett szét; az egyik szétrobbant a kezében. A soproni katonai kórházban mindkét kézfejét amputálták. Ezután megtanult biciklizni, úszni is. Balesete után Budapesten, a Mexikói úton lévő Nyomorék Gyermekek Országos Otthonába (a Mozgásjavító Általános Iskola és Diákotthon jogelődje) került, ahol a Nyomorékok Sport Egyesülete (NYSE) is működött. Később az intézményhez tartozó állami kórház lett 41 éven keresztül a munkahelye. 
A Nyomorék Gyermekek Országos Otthonában tanult meg asztaliteniszezni, egy évvel később már az egészségesekkel edzett. 16 évesen úttörőbajnokságot nyert, majd kerületi és országos versenyek győztese lett. Klampár Tibort, a később többszörös világbajnok, olimpiai negyedik helyezett asztaliteniszezőt ifjúsági korában legyőzte. Példaképe: Puskás Ferenc; hozzá hasonlóan szeretne dicsőséget szerezni a hazájának. Részese volt az 1956-os forradalomnak, a Kossuth téri vérengzést személyesen átélte. A forradalom alatt kézikocsival vitte a kenyeret a kenyérgyárból a munkahelyén ápolt betegeknek. Helytállásáért a forradalom után lakást kapott a kórház épületében. 
1966-ban megtudta, hogy Svédországban mennyire fejlett a mozgáskorlátozottak sportja. Ekkor több országgal felvette a kapcsolatot, 1966-1970 között önköltségen utazott a magyar csapat tagjaként külföldi versenyekre. 1966-1967-ben fontos szerepet játszott a mozgássérültek sportjáért Fővárosi Bőrdíszmű néven megalakult sportkör létrehozásában. 1970-ben egyik alapító tagja volt a Halassy Olivér Sport Klubnak, amely az első mozgássérült asztaliteniszklub volt Magyarországon. 1975-ben, Saint-Étienne-ben egyéniben megnyerte a Para Asztalitenisz Világbajnokságot. 1976-ban, Torontoban egyéniben paralimpiai bajnokságot nyert. Az eredményhirdetés után közölte vele a magyar nagykövet, hogy Magyarország – szovjet politikai nyomásra – bojkottálta a paralimpiát, így győzelmét akkor hivatalosan nem ismerték el. Az 1980. évi nyári paralimpiai játékokra Magyarországot nem hívták meg, így Tauber Zoltánnak alkalma sem volt megismételni torontoi győzelmét. 
1989-ben saját költségén – idős korára hivatkozva nem támogatták versenyzését – utazott a bécsi Para Asztalitenisz Európa-bajnokságra, ahol 55 évesen egyéniben és csapatban is ezüstérmes lett. Eredményének rehabilitációjára 2016-ig kellett várni, mely ünnepélyes keretek között a paralimpiai eskütételkor történt meg, így ma már Tauber Zoltán első hivatalos paralimpiai bajnoka.

## Halála
2020-ban, 86 éves korában hunyt el, temetése október 20-án volt a Farkasréti temetőben.

## Díjai
- Magyar Paralimpiai Érdemérem (2002)
- "Újbuda sportjáért" életmű díj (2010)[5]
- Újbuda díszpolgára (posztumusz) (2021)[6]